# ARGE Nahverkehrsgesellschaft Merzig-Wadern
Die ARGE Nahverkehrsgesellschaft Merzig-Wadern (NMW) war ein 2019 gegründeter Zusammenschluss in der Rechtsform einer GbR aus den beiden Busunternehmen Müllenbach-Reisen GmH, Düppenweiler und der Nikolaus Kirsch GmbH, Merzig/Britten.
Am 1. Januar 2025 wurde der Verkehr durch die neu gegründete Verkehrsgesellschaft Merzig-Wadern übernommen, weswegen die ARGE ihren Betrieb einstellte.

## Für die ARGE tätige Busunternehmen
Insgesamt fuhren für die ARGE etwa 70 Busse und 80 Fahrer von folgenden Busunternehmen:
1. Müllenbach Reisen GmbH, Düppenweiler
2. Nikolaus Kirsch GmbH, Merzig
3. Beckinger Reisedienst, Rehlingen
4. Gastauer Reisen GmbH, Niederlosheim
5. Taxi Geyer, Merzig
6. Jobs-Reisen GmbH, Saarwellingen
7. Taxi Martin GmbH, Wadern
8. Jakob Orth Omnibusverkehr, Mitlosheim
9. Michael Schirra GmbH, Lockweiler
10. Schulligen-Reisen, Britten

## Auftrag
Die Erbringung von Verkehrsleistungen im straßengebundenen öffentlichen Personennahverkehr im Landkreis Merzig-Wadern (teilweise auch in angrenzenden Ortschaften außerhalb) erfolgte im Auftrag und auf Rechnung des Landkreises Merzig-Wadern und seiner 7 Kommunen.
Die Linienverkehre der ARGE waren in das Liniennetz, Tarif- und Ticketsystem des Saarländischen Verkehrsverbund (saarVV) eingebunden.
Neben der ARGE hatte der Landkreis aber auch den ÖPNV-Aufgabenträger Zweckverband Personennahverkehr Saarland mit dem Betrieb der Regio-PlusBus (Linien R1 und R2) bzw. Regio-ExpressBus-Linie X1 sowie den Nachtschwärmer-Linien N5 und N7 beauftragt. Gleiches galt für das Angebot Anruf-Linien-Taxi in Merzig (ALiTa) und des Anrufsammeltaxi (AST) in Losheim.

## Liniennetz
Mit der Übernahme des Betriebs eines großteils der Buslinien im Landkreis zum 1. Januar 2020 durch die ARGE wurde das Liniennetz teilweise neu nummeriert, wobei folgendes Schema benutzt wurde:
- Linien innerhalb der Stadt Merzig waren im Bereich 240–249 durchnummeriert, entsprechend der Zentrumsfunktion der Kreisstadt haben
- die nach Merzig ein- und ausbrechenden Linien erhielten eine Nummern je nach Himmelsrichtung des Zielortes:
  - 220er-Bereich in Richtung Osten
  - 230er-Bereich in Richtung Süden
  - 250er-Bereich in Richtung Norden
  - 260er-Bereich in Richtung Westen

Die ARGE bediente nachfolgend aufgeführten SaarVV-Buslinien innerhalb des Liniennetzplanes des Landkreises:
| Linie | Startort     | weiterer Laufweg                                | Zielort               |
| ----- | ------------ | ----------------------------------------------- | --------------------- |
| 201   | Wadern       | Wadrill                                         | Hermeskeil            |
| 202   | Wadern       | Buweiler                                        | Sitzerath (→ Wadrill) |
| 203   | Reidelbach   | Wadern                                          | Lockweiler            |
| 204   | Losheim      | Weiskirchen                                     | Wadern                |
| 206   | Wadern       | Bardenbach                                      | Nunkirchen            |
| 207   | Wadern       | Schülerverkehr Kernstadt                        | Wadern                |
| 208   | Steinberg    | Grundschulverkehr                               | Steinberg/Wadrill     |
| 209   | Lockweiler   | Grundschulverkehr                               | Lockweiler            |
| 211   | Wadern       |                                                 | Weiskirchen           |
| 214   | Weiskirchen  | Losheim → Scheiden → Britten                    | Merzig                |
| 215   | Merzig       | Mechern                                         | Biringen              |
| 216   | Nunkirchen   |                                                 | Weiskirchen           |
| 218   | Weiskirchen  | Schülerverkehr                                  | Weiskirchen           |
| 222   | Losheim      | Marktbus                                        | Losheim               |
| 223   | Weiskirchen  | Losheim                                         | Merzig                |
| 224   | Losheim      | Britten                                         | Merzig                |
| 225   | Losheim      | Nunkirchen                                      | Wadern                |
| 226   | Losheim      | Waldhölzbach                                    | Losheim               |
| 230   | Merzig       | Beckingen → Oppen                               | Losheim               |
| 231   | Oppen        | Beckingen → Dillingen                           | Saarlouis             |
| 232   | Merzig       | Beckingen                                       | Düppenweiler          |
| 233   | Merzig       | Bietzen → Beckingen                             | Dillingen             |
| 234   | Losheim      | Oppen → Düppenweiler → Ford/Hütte/Industriepark | Dillingen             |
| 235   | Merzig       | Merchingen                                      | Oppen                 |
| 236   | Merzig       | Hargarten                                       | Oppen/Beckingen       |
| 238   | Düppenweiler | Grundschulverkehr                               | Düppenweiler          |
| 239   | Reimsbach    | Grundschulverkehr                               | Reimsbach             |
| 241   | Merzig       |                                                 | Reisberg              |
| 242   | Merzig       |                                                 | Gipsberg              |
| 243   | Merzig       | Besseringen                                     | Merzig                |
| 244   | Merzig       | Schwemlingen → Hilbringen                       | Merzig                |
| 246   | Merzig       | Mechern                                         | Beckingen             |
| 247   | Merzig       | Schülerverkehr Kernstadt                        | Merzig                |
| 248   | Schwemlingen | Grundschulverkehr                               | Schwemlingen          |
| 250   | Merzig       | Besseringen → Mettlach                          | Orscholz              |
| 252   | Merzig       | Besseringen → Nohn                              | Orscholz              |
| 258   | Mettlach     | Grundschulverkehr                               | Mettlach              |
| 260   | Merzig       | Schwemlingen → Tünsdorf → Perl                  | Nennig                |
| 261   | Merzig       | Schwemlingen → Tünsdorf → Orscholz              | Perl                  |
| 262   | Merzig       | Schwemlingen → Nohn → Orscholz                  | Oberleuken            |
| 263   | Perl         | Schülerverkehr                                  | Perl                  |
| 265   | Mettlach     | Orscholz → Borg                                 | Perl                  |

Legende: XXX=reguläre Buslinie XXX = Schülerverkehr